# Metrodoro di Lampsaco (presocratico)
Metrodoro di Lampsaco (in greco antico: Μητρόδωρος Λαμψακηνός?, Mētródōros Lampsakēnós; fl. V secolo a.C.) è stato un filosofo presocratico greco antico.
Vissuto nel V secolo a.C., omonimo dell'epicureo Metrodoro (331 a.C.-278 a.C.) anch'esso di Lampsaco, fu contemporaneo e discepolo di Anassagora.
Interpretò allegoricamente le opere di Omero identificando gli eroi con i componenti del cosmo e gli dèi con parti dell'organismo umano («Achille, il Sole; Elena, la Terra; Apollo, la cistifellea; Dioniso, la milza; ecc.»).
Metrodoro è menzionato da Platone nel dialogo Ione dove viene indicato come esperto di esegesi omerica. Afferma Ione nel dialogo platonico omonimo: